# Ángel de Echenique
Ángel de Echenique-Ubide (Zaragoza, 1916[cita requerida]-Madrid, 23 de febrero de 1995) fue un periodista, locutor de radio y artista plástico español. 

## Biografía
Según su necrológica en El País habría nacido en 1920 en Navarra. Licenciado en Filosofía y Letras, Peritaje Industrial y Maestro nacional. En la década de 1940 se instaló en Madrid y comenzó a trabajar en Radio Nacional de España. En 1947 pasó a la Cadena SER, en el espacio infantil de los payasos Pototo y Boliche, prestando su voz al personaje creado por él de nombre Esparadrapo. 
Ya en la década de 1950 se incorporó a la entonces recién creada Radio Intercontinental, emisora en la que prestaría su servicio durante el resto de su trayectoria profesional. En esa cadena condujo espacios muy populares en su momento como Rueda la bola —que presentó durante cuarenta años— así mismo obtuvo éxitos por sus programas, El auto de la fortuna Baile en su casa, Los cuentos del Tío Cheny, Sobre ruedas con Repsol, Amigos de la Carretera". De sus famosísimos programas radiofónicos concursaron y saltaron a la fama voces tan conocidas como las de Raphael, Rocío Jurado, Rocío Dúrcal y Julio Iglesias, entre muchos. 
Como locutor de televisión y radio trabajó en Italia, Inglaterra, Francia, Estados Unidos, Cuba, y Brasil. La BBC le encomendó transmitiese desde Londres, para todo el mundo de habla española, la coronación de Isabel II. 
Fue quien primero utilizó las emisoras volantes (unidades móviles) y llevó el teléfono a la radio y el primero en sacar el micro a las calles. Entrevistó a personajes tan carismáticos como Alexander Fleming, Sofía Loren, Stanley Kramer, Julio Iglesias, Rita Hayworth, John Wayne, Joséphine Baker, Charles Aznavour, Alfredo Kraus, Plácido Domingo, Mario Moreno "Cantinflas", Lola Flores, Félix Revello de Toro y Antonio Banderas. Asimismo, fue uno de los primeros personajes radiófonicos que abrió el micrófono de Radio Intercontinental a las obras del gran compositor y pianista Josué Bonnín de Góngora. Continuó en activo hasta el final de sus días y en la última etapa presentó Feliz fin de semana junto a su esposa María Teresa Vico.
Como artista, realizó exposiciones de pintura con su técnica personal. Expuso en Madrid, Barcelona, San Sebastián, Bilbao, Canadá, Estados Unidos y México. Dobló numerosas películas y documentales. También intervino como actor y director en varias películas de la época. Falleció a consecuencia de un paro cardíaco en Madrid el 23 de febrero de 1995.

## Premios
- 1957 Premio Ondas
- 1970 Popular Diario Pueblo.
- Micrófono de oro de la Villa de Madrid.
- 1994 Antena de Oro.